# Kordícke sedlo
Kordícke sedlo (pol. Przełęcz Kordicka; 1117 m n.p.m.) – wyraźna przełęcz w głównym grzbiecie Gór Kremnickich w Centralnych Karpatach Zachodnich, na Słowacji. Nazwa pochodzi od wsi Kordíky, usytuowanej na wschodnich zboczach grzbietu, pod siodłem przełęczy. Przez miejscową ludność nazywana jest Przełęczą Przy Obrazku (słow. sedlo pri obrázku) – od istniejącej tu kapliczki ze świętym obrazkiem.

## Położenie
Przełęcz leży w środkowej części tzw. Grzbietu Flochowej (słow. Flochovský chrbát), w głównym grzbiecie Gór Kremnickich, stanowiącym tu wododział między dorzeczami Hronu (po stronie wschodniej) i Turca (po stronie zachodniej). Oddziela wzniesienie szczytu Tabla (1178 m n.p.m.) na północy od masywu Vyhnatovej (1283 m n.p.m.) na południu.
Strome, wschodnie stoki przełęczy odwadniają cieki źródłowe Kordickiego Potoku (słow. Kordícky potok), który przez Tajovský potok uchodzi do Hronu w Bańskiej Bystrzycy, natomiast stoki zachodnie – znacznie łagodniejsze – źródłowe cieki rzeki Turiec.

## Znaczenie komunikacyjne
Od najdawniejszych czasów przez przełęcz wiodła stara ścieżka, stanowiąca przejście przez grzbiet Gór Kremnickich ze wsi Kordíky do Turčeka w dolinie Turca. Obecnie nie ma ona żadnego znaczenia komunikacyjnego poza ruchem turystycznym.

## Turystyka
Przełęcz jest lokalnym węzłem znakowanych szlaków turystycznych. Przez przełęcz biegną zimą popularne w okolicy trasy dla narciarzy biegowych.